# Zooki (ТВ квиз)
 (стилизовано као Зуки) је била српска дечија телевизијска емисија која се емитовала од 1. августа до 1. децембра, 2004. године на Happy TV-у, касније на суботичкој Супер телевизији од 2005. до 2007. године. Била је једна од 4 дечјих емисија са којима је тада било дозвољено да се игра преко фиксних телефона, поред Хуга, Тајног агента Изија и Бунга Банга Ре. (Касније емисија Земља играчака која се емитовала на дечијем Каналу Д)
Анимација за игрицу је била налик на стил чувеног аниматора цртаних филмова Текс Ејвери, те због чега је анимацију био задужен сам аутор квиза, Теодор Ајдук.
Од 1. јуна 2020. године је маскота игрице Zooki (односно, кадрови из један од демо клипова игрице) био виђен у изложби
Тошарије, посвећен аниматору Теодору Ајдуку, одржана у галерији Форма у оквиру новосадског УПИДИВ-а, где се у тој изложби прикључио пројекат Цртамо цртани филм у којој су учествовала деца цртајући своје радове.

## Правила игре
Потребно је да такмичар одговара на 3 питања, након чега ће касније прећи кроз 2 нивоа, уз чега такмичар мора да одговара најмање 2 питања.
Циљ игре је да у првом нивоу Zooki ослободи животиње које су заробљене у зоолошком врту, где он извади кључ из стомака (налик на торбу, сличан кенгурима) и побеже из ње, те се може учинити притискајући три тастера (бројева) на фиксном телефону (4 — лево, 5 — скок и 6 — десно), након чега следи 2 ниво где је Zooki пронашао рупу у коју су се скупљале животиње и спашава их, и враћа се човеку који лети хеликоптером.